# Pray for locust
Pray for locust (ibland skrivet Pray for Locust eller Pray For Locust) är ett svenskt metalband från Stockholm.
Bandet bildades 2009 och släppte 2010 sitt debutalbum Swarm på Supernova Records. 2012 släppte gruppen en EP kallad Into The Ocean på Record Uniion. 2014 släppte de sin andra fullängdare, In The Shadow Of The Colossus
på Discouraged Records. De har bland annat vunnit priser för bästa debutalbum (werock.se & joyzine.se), slagit publikrekord på KGB och turnerat i Sverige, Europa och Asien.
Bandet spelar en blandning av thrash metal, hardcore och metalcore.

## Medlemmar
Nuvarande medlemmar
- Tintin Andersen – sång
- Stefan Schyberg – gitarr
- Andreas Weis - gitarr
- Mikko Mäkitalo – basgitarr
- Simon Corner – trummor

Tidigare medlemmar
- Jerry Engström – gitarr
- Fredrik Nordvall

## Diskografi
Studioalbum
- 2010 – SWARM
- 2014 – In the Shadow of the Colossus[2]

EP
- 2012 – Into the Ocean